# 一夜燃情
《一夜燃情》（羅馬化：Kuen Pian Cheewit）是一部由Waasuthep Ketpetch編劇，Chainarong Tampong執導，CHANGE2561製作的悬疑愛情連續劇。該劇改編自Pretty Princess與Jinatcha Maneesriwong的原版同名小說，並由琵姆普萊帕·唐普萊帕彭（Pim）、蘇卡達·顧瓏希（Punpun）、艾絲特·蘇普莉拉（Esther）、納帕·維凱倫羅（Na）、普拉克·帕尼（Zee）、瓦辛·阿瓦納南特（Ko）、亞提·唐威邦帕尼特（Bank）主演，2023年8月18日起每週五晚間9點15分於One 31播出。

## 劇情簡介
這是在大學裡享有盛譽的三個閨密的故事。Phaphaeng性格大膽又直接，在校有「一夜情女王」的封號；Gale是富家千金，擁有奢華公主的氣質；而Queen則是她們團裡的神秘領袖。
經過一夜狂歡，第二天早上，三個閨密中的其中一位被神秘謀殺，剩下的兩個女孩成為她死亡的嫌疑人。她們很快地開始尋找當晚事件的背後真相，形勢的壓力使她們的友誼發生了翻天覆地的變化。

## 演員陣容
註：括號內的演員姓名為小名。

### 主要演員
- 琵姆普萊帕·唐普萊帕彭（Pim） 飾演 Queen

女网红，与Gale、Phaphaeng情同闺蜜，喜欢Athens，后意外坠楼身亡。
- 艾絲特·蘇普莉拉（Esther） 飾演 Galewalin（Gale）

Toy的女友，与Queen、Phaphaeng情同闺蜜，后与奇瓦交往。
- 蘇卡達·顧瓏希（Punpun） 飾演 Phaphaeng

喜欢Athens，但闺蜜Queen同样也喜欢Athens所以她把对Athens感情藏在心底。
- 瓦辛·阿瓦納南特（Ko） 飾演 Athens
- 亞提·唐威邦帕尼特（Bank） 飾演 奇瓦（Chivas）

Queen的挚友，喜欢Gale。
- 普拉克·帕尼（Zee） 飾演 Toy

警局局长的孙子，Gale的男友。
- 納帕·維凱倫羅（Na） 飾演 RJ

### 客串演员
- 他那瓦·西里瓦塔纳库（Gap） 饰演 Phat（第十二、十三集）

大学教授，曾与学生Gale发生关系。
- Supoj Pongpancharoen（Durian）
- 保卢昂·通普拉瑟特（Noh）
- Thanapat Phiukham（Namo）
- Thasorn Klinnium（Emi）
- Nopanut Thanatintrakul（Prame）
- Meenay Jutai

## 劇集迴響

### 泰國電視收視
- 收視最低的集數以藍色表示，收視最高的集數以紅色表示，而空格則表示該集的收視沒有相關數據。

| 集數 No.   | 播放日期       | 播放時段 (UTC+07:00) | 平均收視率 | 來源  |
| ---------- | -------------- | -------------------- | ---------- | ----- |
| 1          | 2023年8月18日  | 星期五 21:15         | 0.6        | [ 5 ] |
| 2          | 2023年8月25日  | 星期五 21:15         | 0.7        | [ 6 ] |
| 3          | 2023年9月1日   | 星期五 21:15         | 0.9        | [ 7 ] |
| 4          | 2023年9月8日   | 星期五 21:15         | 1.0        | [ 8 ] |
| 5          | 2023年9月15日  | 星期五 21:15         | 0.6        | [ 9 ] |
| 6          | 2023年9月22日  | 星期五 21:15         | 0.8        |       |
| 7          | 2023年9月29日  | 星期五 21:15         | 0.8        |       |
| 8          | 2023年10月6日  | 星期五 21:15         | 0.6        |       |
| 9          | 2023年10月13日 | 星期五 21:15         | 0.8        |       |
| 10         | 2023年10月20日 | 星期五 21:15         | 0.8        |       |
| 11         | 2023年10月27日 | 星期五 21:15         | 0.8        |       |
| 12         | 2023年11月3日  | 星期五 21:15         | 0.7        |       |
| 13         | 2023年11月10日 | 星期五 21:15         | 0.9        |       |
| 平均收視率 | 平均收視率     | 平均收視率           | 0.8        | 1     |

^1  基於每集的平均觀眾份額。